# 1941年3月27日日食
1941年3月27日日食是一次日環食，發生於1941年3月27日（東半球為3月28日）。新月當天（即朔日），地球上觀測到月球和太阳的角距離極小，此時月球如果恰好在月球交點附近，穿過太阳和地球之間，與地球、太阳接近一直線，則會出現日食。月球穿過太阳和地球之間，但距地球較遠，本影未能接觸地表，而使偽本影覆蓋的區域內看到月球的角直徑小於太陽，就形成日環食，同時在偽本影兩側數千公里的半影範圍內形成日偏食。此次日環食經過了秘鲁、玻利維亞、巴西，日偏食則覆蓋了拉丁美洲的大部分及周邊部分地區。

## 日食概況

### 出現區域
太平洋西南部、新西兰南島東南約580公里的洋面在3月28日日出時最先看到日環食，月球偽本影旋即跨過國際日期變更線，向東北移動，在復活節島西北約170公里處達到最大食分。此後偽本影逐漸轉為向東移動，在秘鲁南部海岸首次接觸陸地，向東橫穿玻利維亞後在3月27日日落時分結束於巴西馬托格羅索州境內。
偽本影經過的陸地依次包括：
- 秘魯：利馬大區南半部（含今利馬省中南部和卡亞俄大區）、伊卡大區北半部、萬卡韋利卡大區、胡寧大區南半部、阿亞庫喬大區中北部、阿普里馬克大區中北部、庫斯科大區除北側邊境和南部外的大部、烏卡亞利大區極南端、馬德雷德迪奧斯大區中南部、普諾大區北部，其中利馬是本次環食帶內唯一首都；
- 玻利维亚：潘多省南半部、拉巴斯省北部、貝尼省北半部；
- 巴西：經過朗多尼亞州南半部後進入馬托格羅索州西部並結束。[3][4]

除了上述狹窄的環食帶內能看到日環食之外，月球半影覆蓋範圍內都能看到日偏食，包括玻里尼西亞中南部、美拉尼西亞東南部、墨西哥東南部及其東南方的中美洲大陸部分、加勒比地區除古巴中西部和英屬巴哈馬（今巴哈馬）中北部外的大部、南美洲除巴西東部外的大部分，及南极洲靠近太平洋的約三分之一。其中絕大部分位於國際日期變更線以東，在3月27日看到日食，剩下的部分在3月28日看到日食。

### 基本參數
- 類型：日環食
- 食甚中心處（位於復活節島西北約170公里的南太平洋）資料：
  - 時間：1941年3月27日20:07:42.9
  - 地點：26°9.3′S 110°52.1′W / 26.1550°S 110.8683°W
  - 食分：0.9355（環食帶內最大）
  - 日環食持續時間：7分40.9秒

## 相關的日食

### 1939-1942年的日食
月球交替位於相對的月球交點時，以半個交點年（食年），即約177天又4小時間隔出現下列日食。
| 降交點                                          | 降交點                   |          | 升交點                   | 升交點 |
| 沙羅周期                                        | 地圖                     | 沙羅周期 | 地圖                     |        |
| 118                                             | 1939年4月19日 環食       | 123      | 1939年10月12日 全食      |        |
| 128                                             | 1940年4月7日 環食        | 133      | 1940年10月1日 全食       |        |
| 138                                             | 1941年3月27日 環食       | 143      | 1941年9月21日 全食       |        |
| 148                                             | 1942年3月16日 偏食（南） | 153      | 1942年9月10日 偏食（北） |        |
| 註：1942年8月12日的日偏食屬於下一組交點年系列。 |                          |          |                          |        |

### 沙羅周期
沙羅周期長度為18年11天。本次日食屬於沙羅周期138，共包含70次日食，依次為1472年6月6日至1580年8月10日的7次日偏食、1598年8月31日至2482年2月18日的50次日環食、2500年3月1日的1次全環食（亦稱混合食）、2518年3月12日至2554年4月3日的3次日全食、2572年4月13日至2716年7月11日的9次日偏食，總共歷時1244.08年。其中最長的全食發生於2554年4月3日，共持續56秒。
下表列舉了1901年至2100年間發生的屬於該周期的日食，是第25至35次：
| 25            | 26            | 27            |
| ------------- | ------------- | ------------- |
| 1905年3月6日  | 1923年3月17日 | 1941年3月27日 |
| 28            | 29            | 30            |
| 1959年4月8日  | 1977年4月18日 | 1995年4月29日 |
| 31            | 32            | 33            |
| 2013年5月10日 | 2031年5月21日 | 2049年5月31日 |
| 34            | 35            |               |
| 2067年6月11日 | 2085年6月22日 |               |

## 資料來源
1. ↑  樊忠玉. . 中国天文科普网.   [2016-03-27]. （原始内容存档于2014-09-17）.
2. 1 2  Espenak, Fred. . NASA Eclipse Web Site.   [2016-03-27]. （原始内容存档于2020-10-20）.
3. ↑  Espenak, Fred. . NASA Eclipse Web Site.   [2016-03-27]. （原始内容存档于2020-10-21） （英语）.
4. ↑  Jubier, Xavier M. .   [2016-03-27]. （原始内容存档于2019-06-06） （英语及法语）.
5. ↑  Espenak, Fred. . NASA Eclipse Web Site.   [2016-03-27]. （原始内容存档于2008-08-29） （英语）.
6. ↑  Fred Espenak. . NASA Eclipse Web Site.（英文）

## 外部連結
- NASA日食專頁（页面存档备份，存于）（英文）
- 可見區域圖和時間統計：由弗雷德·埃斯佩纳克做出的日食預報，NASA/GSFC
  - Google互動地圖呈現的日食範圍
  - 貝塞爾元素
- Google地圖顯示的日環食和日偏食範圍（页面存档备份，存于）（法文）（英文）

| \| \| 日食 \|                             |                              |                                           |
| 上一次日食： 1940年10月1日日食 （日全食） | 1941年3月27日日食 （日環食） | 下一次日食： 1941年9月21日日食 （日全食） |
| 上一次日環食： 1940年4月7日日食           | 1941年3月27日日食 （日環食） | 下一次日環食： 1943年8月1日日食           |
|                                           | 日食                         |                                           |